# ばんくん
ばんくんは、2015年1月1日に北海道札幌市で誕生したマスコットキャラクターである。

## プロフィール
- 名前：ばんくん
  - 名前の由来は「森の番人」から。森のくまさん「ばんくん」と表記されることもある。
- 生誕地：北海道
- 性別：男の子
- 年齢：不明
- 性格：恥ずかしがりや
- 趣味：パンと音楽
- 職業：森で宿泊施設を経営
- 一番の友達：やべーべや https://yabeebear.hokkaido.jp/

## キャラクター概要
2015年1月1日にデビュー。ばんくん運営委員会が運営する。森で宿泊施設を経営し、パンと音楽が好きなクマがモチーフで、真っ赤なボディーに黒いマスクをかぶっているのが特徴。黒いマスクをかぶっているのは恥ずかしがり屋さんのためで、このマスクが外されることはない。また、赤と黒のイメージは北海道ファンマガジンカラーと一致している。
主な活動は、フリーのタレントとしてウェブメディア北海道ファンマガジンに動画出演するほか、「ばんくんを囲む会」を毎月開催。北海道地域で愛されているクマキャラとしてファンを着実に増やしている。